# Caraka
Caraka (con grafia inglese Charaka, in sanscrito चरक; fl. VI-II secolo a.C.) è stato un medico indiano.

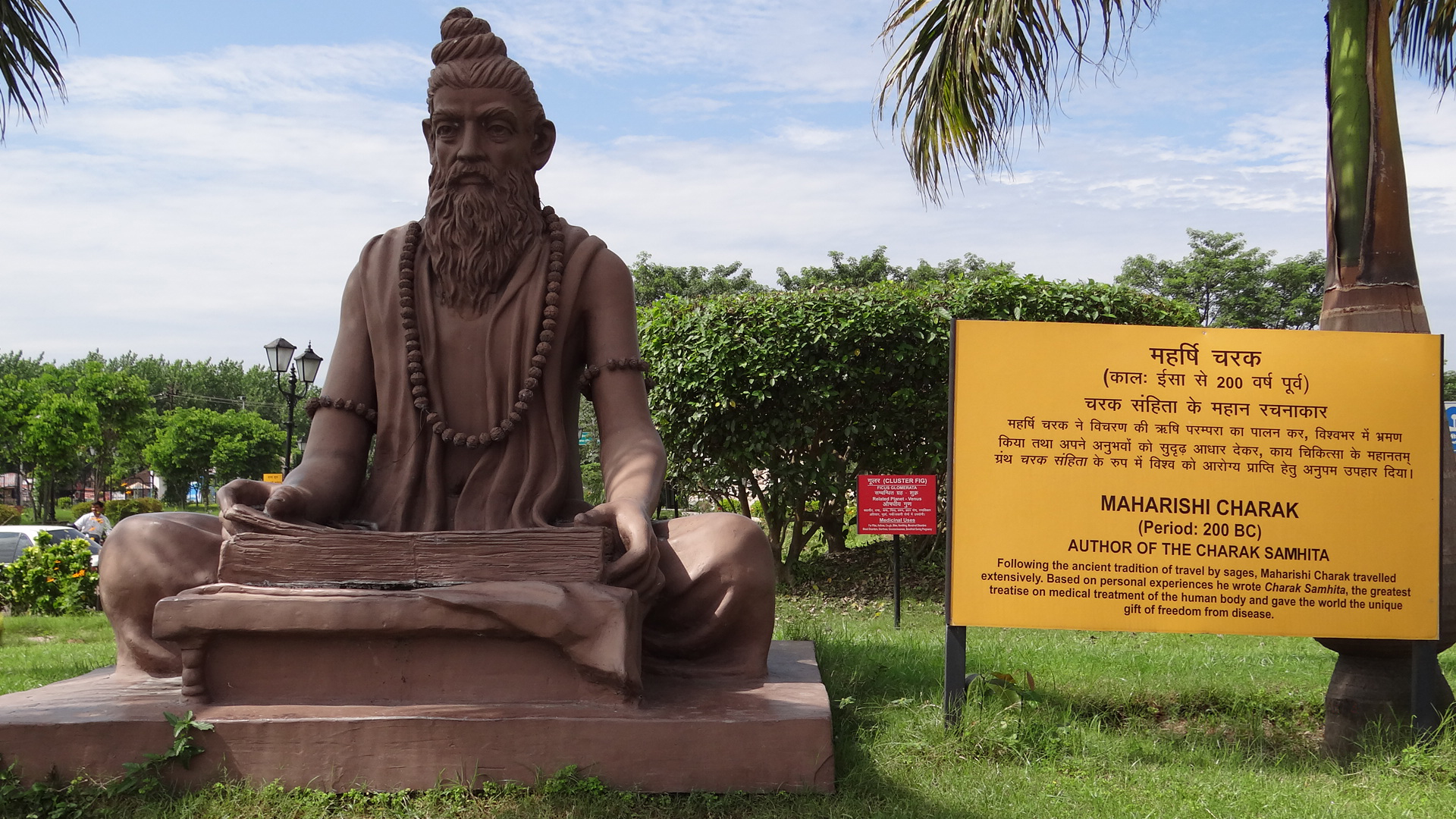
Monumento a Charaka al Patanjali Yogpeeth Campus, Haridwar, India

Con il termine caraka si usava riferirsi alla figura del medico itinerante, mentre attualmente si identifica con Charaka l'autore del testo Caraka-Saṃhitā, che insieme al Suśruta-Saṃhitā, costituisce quello che oggi è il canone dell'Ayurveda, un sistema di medicina e stile di vita sviluppato nell'antica India. È conosciuto come l'autore del trattato di medicina Caraka-Saṃhitā. Caraka resiedeva a Kaphistal, ora conosciuta come Karphutala, nel Panchanada (nome del Punjab nel Mahābhārata) È generalmente riconosciuto come il "padre indiano della medicina"..

## Caraka e l'Ayurveda
Agniveśa, sotto la guida dell'antico medico Atreya, scrisse un trattato enciclopedico nell'VIII secolo a.C.. Nonostante ciò, fu solo quando Caraka rivisitò questo trattato che esso raggiunse popolarità e divenne a essere noto come Caraka-Saṃhitā. Per due millenni rimase il lavoro fondante sull'arogmento e fu tradotto in molte lingue, incluse arabo e latino.
Secondo le traduzioni di Caraka la salute e la malattia non sono predeterminate e la vita può essere prolungata dallo sforzo umano e l'attenzione verso lo stile di vita. Nei sistemi di medicina indiana e ayurvedica, la prevenzione di ogni tipo di malattia deve avere un ruolo più prominente della cura, includendo la regolazione dei ritmi della vita con quelli della natura e delle quattro stagioni, cosa che garantirebbe completa salute.
Caraka sembra essere stato uno dei primi a proporre il modello medico "la prevenzione è meglio della cura". La seguente frase è attribuita ad Ācārya Caraka:

Sono stati riconosciuti contributi di Caraka nei campi della fisiologia, dell'eziologia e dell'embriologia.
Caraka è generalmente considerato il primo medico a presentare i concetti di digestione, metabolismo, e immunità. Un corpo funziona poiché contiene tre doṣa o principî, movimento (vata), trasformazione (pitta) e lubrificazione e stabilità (kapha). Le doṣa corrispondono alla classificazione occidentale degli umori, vento, bile e flegma. Esse vengono prodotte quando il dhatus (sangue), pelle e midollo agiscono sul cibo ingerito. Per la stessa quantità di cibo mangiato, ogni corpo produce doṣa in quantità variabile da quella prodotta da altri corpi, è per questo che un corpo è diverso da un altro.
Inoltre, la malattia è causata quando l'equilibrio tra i tre doṣa del corpo sono disturbati. Per restaurare l'equilibrio prescriveva erbe e farmaci. Nonostante fosse a conoscenza della teoria dei germi e dei microorganismi nel corpo, non dava loro primaria importanza.
Caraka studiò l'anatomia del corpo umano e dei vari organi. Scrisse che il numero totale delle ossa, inclusi i denti, presenti nel corpo umano. Aveva ragione quando considerò il cuore come un centro di controllo. Affermò che il cuore è connesso all'intero corpo attraverso 13 canali principali. Oltre questi canali, ve ne sono innumerevoli altri di differenti dimensioni che non solo forniscono nutrienti ai vari tessuti, ma permettono il passaggio dei prodotti di scarto. Affermò anche che ogni ostruzione nei canali principali porta a una malattia o deformità nel corpo.

## Influenze e contributi
Secondo la tradizione esistettero sei scuole di medicina nell'antica India, fondate dai discepoli del saggio Punarvasu Ātreya. Ognuno dei suoi discepoli, Agniveśa, Bhela, Jatūkarna, Parāshara, Hārīta, and Kshārapāni, compose una Samhitā. Di questi, quello scritto da Agniveśa fu considerato il migliore. L'Agniveśa-Saṃhitā fu successivamente rivisitato da Caraka, e divenne noto come Caraka-Samhitā. Il Caraka-Samhitā fu a sua volta rivisto da Dridhbala.

## Composizione dell'opera
Il Charaka Samhita contiene 120 adhyaya (capitoli) divisi in otto parti:
1. Sūtra-Sthāna, i principi generali
2. Nidāna-Sthāna, la patologia
3. Vimāna-Sthāna, la diagnostica
4. Sharīra-Sthāna, la fisiologia e l’anatomia
5. Indriya-Sthāna, la prognostica
6. Chikitsā-Sthāna, la terapia
7. Kalpa-Sthāna, la farmacia
8. Siddhi-Sthāna, la guarigione dopo la cura

I 120 capitoli hanno un totale di 12000 śloka e la descrizione di 2000 medicamenti. Sono presenti cure per le malattie di ogni distretto corporeo e tutte le prescrizioni sono accompagnate da rimedi naturali per curare la malattia.